# Bonaventure (Schiff, 1957)
Die HMCS Bonaventure (CVL 22) war ein Flugzeugträger der Majestic-Klasse der kanadischen Marine, der vor dem Verkauf an Kanada als Powerful der Royal Navy gehörte. Es war der letzte Flugzeugträger Kanadas.

## Geschichte
Das Schiff wurde als Powerful am 21. November 1943 bei Harland & Wolff in Belfast auf Kiel gelegt und am 27. Februar 1945 vom Stapel gelassen. Die Arbeit an dem Träger wurde nach dem Ende des Zweiten Weltkriegs ausgesetzt und bis zum Verkauf an Kanada 1952 nicht wiederaufgenommen. Die kanadische Marine erwarb den Träger als Ersatz für die veralteten leichteren Träger Warrior und Magnificent, die als zu klein und zu langsam für das Zeitalter der modernen Kampfflugzeuge galten. Es wurden einige überschüssige Träger der Royal Navy und der United States Navy in Betracht gezogen, und so fiel die Wahl 1952 schließlich auf die Powerful, ein Schiff der Majestic-Klasse der britischen Marine. Voraussetzung war, dass das Schiff ein schräg angeordnetes Flugdeck sowie ein Flugzeugkatapult erhielt.
Der Träger wurde nach Bonaventure Island, einem Vogelschutzgebiet im Sankt-Lorenz-Golf, benannt. Er wurde am 17. Januar 1957 nach der Beendigung der Modernisierungsmaßnahmen in den aktiven Dienst bei der kanadischen Marine übergeben. Das neue Flaggschiff der Kanadier, das den liebevollen Spitznamen „Bonnie“ bekam, trug 34 Fluggeräte vom Typ McDonnell F2H Banshee (Jagdflugzeug) und Grumman S-2 (U-Jagd-Flugzeug), sowie von der De Havilland Aircraft Company in Toronto gebaute Sikorsky S-55-Hubschrauber.
Selbst nach der Modernisierung des Schiffes war die Landung einer Banshee auf dem relativ kurzen Flugdeck der Bonaventure ein riskantes Manöver. Während kanadische Piloten es bereits routinemäßig beherrschten, war es beispielsweise für US-amerikanische Piloten, die weniger Übung auf kleineren Decks hatten, ungleich schwieriger. Viele dieser Piloten lehnten es daher ab, im Rahmen gemeinsamer Operationen auf der Bonaventure zu landen. Die über eine große Flügelspannweite verfügenden Grumman-S-2-U-Boot-Jagdflugzeuge hatten auch nur knapp Platz auf dem Flugdeck. Trotz dieser Schwierigkeiten konnte die Bonaventure im Jahr 1958 bereits Dauereinsätze fahren, bei denen rund um die Uhr immer vier Grumman S-2 und zwei Sikorsky S-55 in der Luft waren, die einen Bereich von etwa 518 km² abdecken konnten. Dies machte die kanadische Marine neben der US-amerikanischen zur einzigen Seestreitmacht der Welt, die zu diesem Zeitpunkt dauerhafte Einsätze luftgestützter Kräfte über längere Zeit fahren konnte.
Die Außerdienststellung der Banshees im Jahr 1962 führte dazu, dass die Bonaventure 1964 einige der neuen Sikorsky-S-61-Sea-King-Hubschrauber in ihr Arsenal aufnehmen konnte. 1966 legte das Schiff in Québec an, um weiter modernisiert zu werden. Diese zweite Modernisierungsmaßnahme dauerte achtzehn Monate. Der Träger wurde nur drei Jahre nach dieser letzten Überholung am 3. Juli 1970 in Halifax außer Dienst gestellt und 1971 in Taiwan abgewrackt.

## Daten

### Vor der Modernisierung 1967
- Verdrängung: 16.000 t (leer), 19.920 t (voll beladen)
- Maße: Länge: 192,02 m, Breite: 24,38 m, Tiefgang: 7,47 m
- Antrieb: vier Admiralty-Kessel (350psi), zwei Parsons-Turbinen (40.000 PS) auf zwei Propeller
- Geschwindigkeit: 24,5 Knoten (45 km/h)
- Besatzung: 1.200 Mann in Friedenszeiten, 1.370 im Kriegszustand
- Fluggeräte: etwa 34, inklusive:

McDonnell F2H Banshee
Grumman S-2
Sikorsky S-55
- Flugdeck: Länge: 214,58 m, Breite: 34,29 m
- Radar: US AN/SPS-10-Überwasserradar, AN/SPS-12-Himmelsradar, und SPS-8-Höhenfinder
- Bewaffnung: vier 76-mm-Doppelrohr-Kanonen, acht 40-mm-Bofors-Geschütze

### Änderungen nach der Modernisierung 1967
- Fluggeräte: etwa 34, inklusive:

Sikorsky S-61 Sea King
Grumman S-2
Sikorsky S-55
- Radar: US AN/SPS-10-Überwasserradar, AN/SPS-501-Himmelsradar